# Privileged
Privileged (deutsch: „Privilegiert“) ist eine US-amerikanische Dramedy-Fernsehserie, die von 2008 bis 2009 für den US-Sender The CW produziert wurde.

## Handlung
Die junge Studienabgängerin Megan Smith muss die Kredite für ihre Yale-Ausbildung abzahlen und landet ausgerechnet bei einem Klatschblatt, obwohl sie gerne ernsthafte Bücher schreiben würde. Doch dann wird sie von ihrer Chefin gefeuert, bekommt aber noch von ihr eine neue Karrierechance bei einer alten Freundin, der Baker-Familie. Dort wird Megan Privatlehrerin für die Teenager Rose und Sage und soll diese fit fürs College machen. Im Gegenzug bekommt sie ein festes, hohes Gehalt und bei Erfolg einen Scheck, der den Großteil ihres Collegekredits deckt.
Doch die Möchtegern-Hiltons denken nicht dran, sich auf das Lernen zu konzentrieren und wollen lieber berühmte Socialites werden. Deshalb machen die beiden, die wie Pech und Schwefel sind, Megan das Leben zur Hölle. Unterstützung bekommt Megan von dem Hauskoch Marco Giordello, der die Familie und die Probleme kennt. Außerdem wird sie von Marcos Freund Will Davis angeflirtet. Aber Megan verschweigt der Familie etwas: Sie kommt aus der Gegend und ihre entfremdete Schwester Lily sowie ihr Jugendfreund Charlie Hogan leben dort auch noch. Im Lauf der Serie kommen sich Megan und die Schwestern Rose und Sage näher.

## Produktion
Der Sender The CW nahm die Serie am 24. Juni 2008 offiziell ins Programm für Herbst 2008. Die Serie basiert auf dem Buch How to Teach Filthy Rich Girls von Zoey Dean und sollte zunächst auch unter diesem Namen in Serie gehen. Jedoch wurde der Titel bei den Upfronts in Surviving the Filthy Rich umgeändert und später dann in Privileged. Die Serie wurde von Alloy Entertainment in Zusammenarbeit mit Warner Bros. Television und CBS Television produziert.
Am 19. Mai 2009 wurde bekannt, dass die Serie keine zweite Staffel bekommen würde.

## Besetzung
| Schauspieler     | Rollenname     | Hauptrolle (Episoden) | Synchronsprecher   |
| ---------------- | -------------- | --------------------- | ------------------ |
| Joanna García    | Megan Smith    | 1–18                  | Shandra Schadt     |
| Lucy Hale        | Rose Baker     | 1–18                  | Farina Brock       |
| Ashley Newbrough | Sage Baker     | 1–18                  | Jana Kilka         |
| Michael Cassidy  | Charlie Hogan  | 1–15                  | Roman Wolko        |
| Allan Louis      | Marco Giordani | 1–18                  | Christian Weygand  |
| Brian Hallisay   | Will Davis     | 1–18                  | Manuel Straube     |
| Kristina Apgar   | Lily Smith     | 1–18                  | Christine Stichler |
| Anne Archer      | Laurel Limoges | 1–18                  | Dagmar Dempe       |

### Neben- und Gastdarsteller
Zu den wichtigen Gast- und Nebendarstellern zählen:
| - Rizwan Manji als Rami (8 Episoden) - Alice Greczyn als Mandy (8 Episoden) - Stacy Barnhisel als Geraldine (7 Episoden) - Melissa Ordway als Jordanna (6 Episoden) - Ignacio Serricchio als Luis (5 Episoden) - Ally Maki als Breckyn (4 Episoden) - Andrew J. West als Max (4 Episoden) - David Giuntoli als Jacob Cassidy (4 Episoden) - John Allen Nelson als Arthur Smith (4 Episoden) | - Dave Franco als Zachary (4 Episoden) - Sharon Lawrence als Shelby (3 Episoden) - David Monahan als Keith (3 Episoden) - Leslie Jordan als Dale Dart (2 Episoden) - Kathy Najimy als Patricia Kingston (2 Episoden) - Robert Buckley als David Besser (2 Episoden) - Debi Mazar als Debra Wurtzel (1 Episoden) - Michael Nouri als Miles Franklin (1 Episoden) - Sarah Drew als Caryn (1 Episode) |

## Ausstrahlung
In den USA startete die Serie am 9. September 2008 auf The CW. Die erste Folge wurde von 3,01 Millionen Zuschauern verfolgt. Das Serienfinale wurde am 24. Februar 2009 ausgestrahlt.
Für Deutschland hat sich die ProSiebenSat.1 Media Group die Rechte an der Serie gesichert und entschieden, sie auf dem Sender sixx auszustrahlen, wo sie vom 12. März 2012 bis zum 23. Juli 2012 zu sehen war.

## Episodenliste
Alle Titel der Folgen beginnen mit „Alles über“, in Englisch (bis auf Pilot) mit „All About“.
| Nr. | Deutscher Titel                 | Originaltitel                          | Erstausstrahlung USA | Deutschsprachige Erstausstrahlung (D) |
| --- | ------------------------------- | -------------------------------------- | -------------------- | ------------------------------------- |
| 1   | Alles über Schwestern           | Pilot                                  | 9. Sep. 2008         | 12. März 2012                         |
| 2   | Alles über Ehrlichkeit          | All About Honesty                      | 16. Sep. 2008        | 19. März 2012                         |
| 3   | Alles über das richtige Ziel    | All About What You Really, Really Want | 23. Sep. 2008        | 26. März 2012                         |
| 4   | Alles über Machtpositionen      | All About the Power Position           | 30. Sep. 2008        | 2. Apr. 2012                          |
| 5   | Alles über Freunde und Familie  | All About Friends and Family           | 7. Okt. 2008         | 16. Apr. 2012                         |
| 6   | Alles über Äußerlichkeiten      | All About Appearances                  | 21. Okt. 2008        | 23. Apr. 2012                         |
| 7   | Alles über arm und reich        | All About the Haves and the Have-Nots  | 28. Okt. 2008        | 30. Apr. 2012                         |
| 8   | Alles über Selbstfindung        | All About Defining Yourself            | 4. Nov. 2008         | 7. Mai 2012                           |
| 9   | Alles über Unsicherheit         | All About Insecurities                 | 11. Nov. 2008        | 14. Mai 2012                          |
| 10  | Alles über Anpassung            | All About Overcompensating             | 18. Nov. 2008        | 21. Mai 2012                          |
| 11  | Alles über wahre Liebe          | All About Love, Actually               | 1. Dez. 2008         | 4. Juni 2012                          |
| 12  | Alles über den Welleneffekt     | All About the Ripple Effect            | 8. Dez. 2008         | 11. Juni 2012                         |
| 13  | Alles über Verborgenes          | All About What Lies Beneath            | 6. Jan. 2009         | 18. Juni 2012                         |
| 14  | Alles über verlorene Liebesmüh’ | All About Tough Love                   | 13. Jan. 2009        | 25. Juni 2012                         |
| 15  | Alles über das große Ganze      | All About the Big Picture              | 20. Jan. 2009        | 2. Juli 2012                          |
| 16  | Alles über Geständnisse         | All About Confessions                  | 3. Jan. 2009         | 9. Juli 2012                          |
| 17  | Alles über Verrat               | All About Betrayal                     | 10. Feb. 2009        | 16. Juli 2012                         |
| 18  | Alles über dein neues Ich       | All About a Brand New You              | 24. Feb. 2009        | 23. Juli 2012                         |